# Cantonul Mézières-Centre-Ouest
Cantonul Mézières-Centre-Ouest este un canton din arondismentul Charleville-Mézières, departamentul Ardennes, regiunea Champagne-Ardenne, Franța.

## Comune
- Belval
- Charleville-Mézières (parțial, reședință)
- Évigny
- Fagnon
- Neuville-lès-This
- Prix-lès-Mézières
- Sury
- This
- Warcq
- Warnécourt